# Wasserstiftung
Die Wasserstiftung (Eigenschreibweise WasserStiftung) wurde im Jahr 2000 von Ernst Frost und Henner Lang (1944–2021) gegründet.
Nach UN-Angaben haben rund 2,2 Milliarden Menschen weltweit keinen regelmäßigen Zugang zu sauberem Wasser. Für 785 Millionen Menschen gibt es noch nicht einmal eine Grundversorgung mit Trinkwasser. 3,6 Milliarden Menschen haben keinen Zugang zu Sanitärversorgung. Etwa vier Milliarden Menschen leben in Regionen, die in mindestens einem Monat pro Jahr von großer Wasserknappheit betroffen sind.
In vielen Ländern beeinträchtigt der Wassermangel die landwirtschaftliche Bewässerung und damit die Ernährungssicherheit. Verunreinigtes Trinkwasser hat weitreichenden Einfluss auf die Gesundheit der Bevölkerung. Zudem werden weltweit jährlich mehr Hektar Wald zerstört als erhalten und wiederaufgeforstet. Dabei haben Wälder eine wichtige Funktion für Ökosysteme und den Klimaschutz, indem sie Dürren verhindern und zur Bodenfruchtbarkeit beitragen. Betroffen sind vor allem Menschen oder Familien in den ärmeren Regionen der Welt – besonders in den ländlichen Gebieten.
Vor diesem Hintergrund war die Wasserstiftung lange Zeit vor allem in Äthiopien und Eritrea aktiv. Seit 2018 gehören auch Tansania, Peru und Bolivien zu den Fokusländern.

## Ziele
Die Stiftung engagiert sich dort, wo sauberes Wasser knapp ist. Ziel ist es, auch in ärmeren Regionen ein seit dem Jahr 2010 weltweit geltendes Menschenrecht umzusetzen: Zugang zu sauberem Wasser und Sanitärversorgung. Kombiniert mit dem Schutz von Biodiversität und Landökosystemen betreibt die Stiftung Zukunftssicherung und Ressourcenschutz im Sinne einer nachhaltigen, ökologischen, ökonomischen und sozialen Entwicklung.

### Nachhaltige Entwicklung
Die Wasserstiftung orientiert sich bei ihren Projekten an der UN-Agenda 2030 für nachhaltige Entwicklung vor allem an den Entwicklungszielen (Sustainable Development Goals) Nummer 6 (Sauberes Wasser und Sanitäreinrichtungen) und Nummer 15 (Schutz und Förderung von Landökosystemen).

### Wasserversorgungs- und Naturschutzprojekte
Gebaut werden von der Stiftung gemeinsam mit Partnern vor Ort einfach zu handhabende Brunnen; Quellen, die häufig verschmutzt sind, werden gefasst und mit einem Deckel verschlossen, um sie vor Verschmutzung zu schützen (Quellfassungen). Wasserleitungen werden verlegt, Pumpen installiert, Zisternen, Wasserentnahmestellen und Sanitäranlagen gebaut. Schulungen sorgen für Unterstützung beim nachhaltigen Umgang mit der Ressource Wasser und im Bereich Hygiene sowie Sanitärversorgung.
Der Wassertransport im häufig unwegsamen und weitläufigen Gelände wird zusätzlich durch die Verteilung von Eseln an Frauen, die vornehmlich für das Wasserholen zuständig sind, erleichtert. Bislang erhielten jeweils über 1000 Frauen in Äthiopien und Eritrea einen Esel.
Im waldarmen Hochland von Peru werden nach der REPANAS-Methode in Zusammenarbeit mit indigenen Quechua-Familien Wasser- und Naturschutzgebiete eingerichtet.

### Nebelkollektor CloudFisher zur Wassergewinnung in geeigneten Gebieten
An geeigneten Standorten stellt die Stiftung die von Peter Trautwein von der Aqualonis GmbH entwickelten Nebelkollektoren auf. Die sogenannten CloudFisher nutzen das Prinzip der Nebelkondensation und gewinnen so ohne Energie Trinkwasser aus Nebel. Einsatzgebiete sind Gebirgs- und Küstenregionen weltweit, in denen selten Regen fällt und ein hohes Nebelaufkommen herrscht. Die Nebelkollektoren der Aqualonis GmbH sind besonders wartungsarm, ertragreich und stabil. Die Netze können Windgeschwindigkeiten von 120 km/h standhalten. Die weltweit größte Anlage steht mit 1686 m² Netzfläche im Antiatlasgebirge in Marokko auf dem Mount Boutmezguida. Weitere Standorte sind Tansania, Bolivien und Peru. Gemeinsam mit der Münchener Rück Stiftung wurde zur Vernetzung und weiteren Erforschung der Nebelkollektoren-Technologie die Fognet Alliance gegründet. Die Aqualonis Nebelnetz-Technologie wird seit 2021 im Zukunftsmuseum Futurium in Berlin vorgestellt. Die Ausstellung des Aqualonis Nebelkollektors im Nürnberger Bionicum des Bayerischen Landesamtes für Umwelt hebt darauf ab, dass sich das Prinzip der Nebelkollektoren an der Natur – wie z. B. dem Nebeltrinkerkäfer – orientiert. Der Name CloudFisher ist eine eingetragene Marke der Wasserstiftung und bezieht sich nur auf die Bezeichnung eines Nebelkollektors.

## Finanzierung und Transparenz
Die Projekte der Wasserstiftung werden über freie Spenden und Mittel aus dem Bundesministerium für wirtschaftliche Zusammenarbeit und Entwicklung finanziert. Die Wasserstiftung ist Unterzeichnerin der Initiative Transparente Zivilgesellschaft.

## Schirmherren
Schirmherren der Wasserstiftung sind der 14. Dalai Lama (Tenzin Gyatso) sowie der Künstler und Ökologe Friedensreich Hundertwasser (1928–2000) bzw. seit seinem Tod die Hundertwasser Gemeinnützige Privatstiftung in Wien.

## Internationaler Hundertwasser-Preis
Seit 2001 verleiht die Wasserstiftung den Internationalen Hundertwasser-Preis, um das Wirken des Künstlers, Ökologen und Philosophen Friedensreich Hundertwasser zu würdigen. Ausgezeichnet werden Engagement und Verdienste von Unternehmen, Organisationen, Initiativen oder Privatpersonen, die einen vorbildlichen Beitrag zum nachhaltigen Umgang mit der Ressource Wasser geleistet haben – sei es im Bereich Trinkwasserversorgung, sanitäre Grundversorgung oder Wiederaufforstung in Entwicklungsländern. Der Preis ist mit 5000 Euro dotiert und wird etwa alle drei Jahre verliehen.

### Preisträger
- 2001: die Organisation EMAS, die sich in Bolivien engagiert
- 2003: der italienische Verein Il Tucul für sein Engagement in Eritrea
- 2005: die kanadische Non-Profit-Organisation FogQuest für ihren Einsatz von Nebelkollektoren
- 2008: die von Karlheinz Böhm gegründete Stiftung Menschen für Menschen mit ihrem Schwerpunktland Äthiopien
- 2013: das Landwirtschaftsministerium von Eritrea für die Einrichtung von Green Clubs
- 2016: der später mit dem Right Livelihood Award ausgezeichnete Bauer Yacouba Sawadogo[8][9] für sein Aufforstungsprojekt in Burkina Faso
- 2020: der äthiopische Ingenieur Fekadu Aleka[10][11][12]